# Ford GP

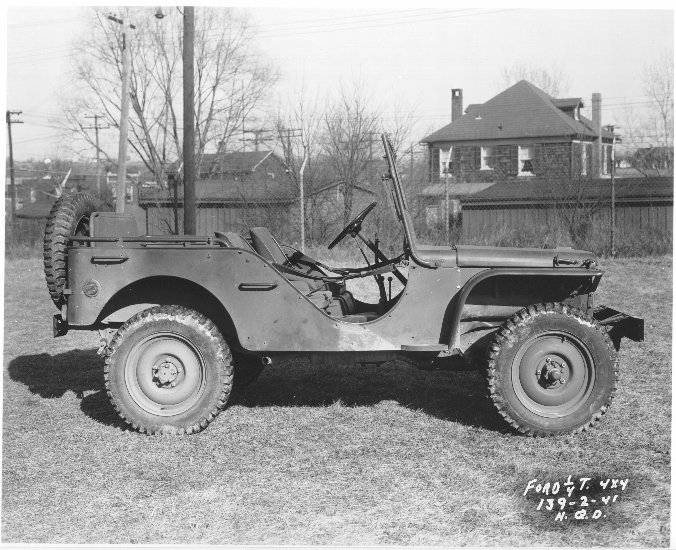
Ford GP

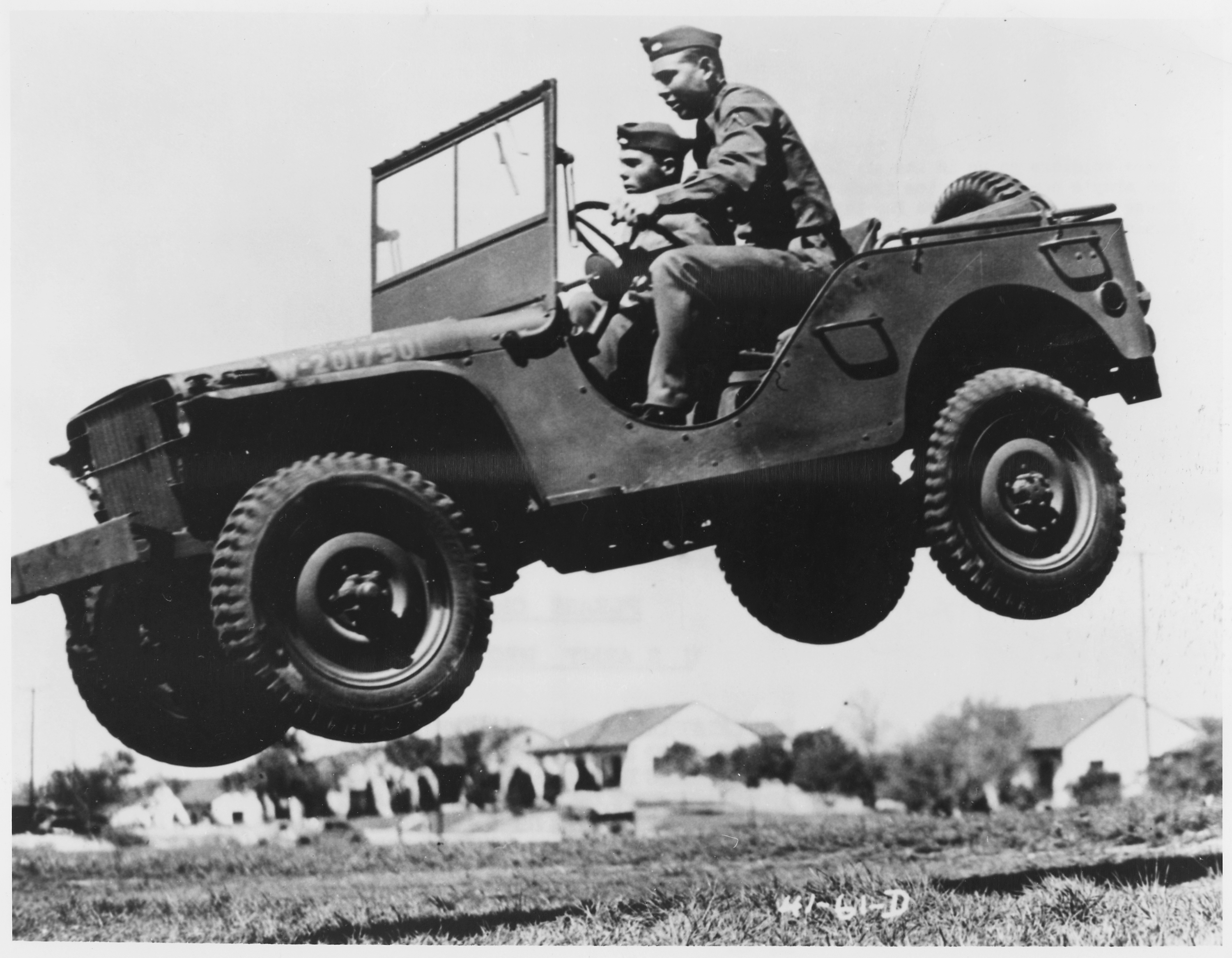

Ford GP – samochód osobowo-terenowy konstrukcji amerykańskiej z okresu II wojny światowej, wyprodukowany w małej serii w zakładach Ford Motor Company, poprzednik standardowego jeepa.

## Historia projektu
W związku z przygotowaniami Stanów Zjednoczonych do wojny, amerykański Departament Wojny w lipcu 1940 roku ogłosił przetarg na lekki samochód wojskowy, służący do celów rozpoznawczych, łącznikowych i innych. Zainteresowanie wyraziły tylko dwie małe firmy spośród amerykańskich firm samochodowych – American Bantam Car i Willys-Overland. Amerykański Korpus Kwatermistrzowski (QMC) jednak starał się nakłonić do wzięcia udziału w konkursie także dużą i doświadczoną firmę Ford Motor Company, posiadającą odpowiedni potencjał produkcyjny. Przy tym, dążąc do uzyskania jak najlepszych samochodów, QMC przekazał firmom Willys i Ford do wykorzystania w swoich projektach plany ukończonego jako pierwszy prototypu Bantam BRC; firmy te zapoznawały się również z prototypem Bantama podczas testów. 16 października 1940 Ford zgłosił także swoją ofertę opracowania samochodu terenowego. 

## Prototypy - Ford Pygmy
Zbudowano dwa prototypy terenowego Forda, które miały takie same podwozia i część mechaniczną, natomiast różniły się nadwoziami. Konstrukcja samochodów częściowo wzorowana była na Bantamie. Napęd stanowił fordowski czterocylindrowy dolnozaworowy silnik benzynowy NNA z traktora Ford 9N, o pojemności 1966 ccm i mocy 42 KM (wywodzący się z kolei z silnika Mercury V8). Trzybiegowa skrzynia biegów pochodziła z osobowego Forda A, oprócz tego zastosowano skrzynię przeniesienia napędu z dwustopniowym reduktorem terenowym firmy Spicer (jak w konkurencyjnych Bantam BRC i Willys Quad). Półosie napędowe z przegubami natomiast były typu Rzeppa. 
Prototyp z nadwoziem Forda, nazwany Ford Pygmy (Pigmej), wyróżniał się od pozostałych projektów jeepów posiadaniem szerokiej i płaskiej maski silnika, nakrywającej także reflektory, umieszczone w górnej części kratownicy osłaniającej chłodnicę. Kratownica była z pionowych płaskowników, z poziomą poprzeczką pod reflektorami. Reflektory można było odwrócić, w celu oświetlenia komory silnika. Wprowadził on także zbiornik paliwa pod siedzeniem kierowcy. Jego testy rozpoczęto w Camp Holabird 23 listopada 1940. Nadwozie to następnie stało się podstawą do opracowania modelu seryjnego.
Drugi prototyp, z nadwoziem wykonanym przez Budd Manufacturing Company w Filadelfii, miał wygląd bardziej tradycyjny i zbliżony do konkurencji (Bantam BRC i Willys Quad), z węższą maską, z prostokątną kratownicą z pionowych prętów z przodu i reflektorami stojącymi na błotnikach. Wyróżniała go także pionowa składana przednia szyba, zamiast pochylonej.

## Model produkcyjny Ford GP
Już 19 listopada 1940, jeszcze przed testami prototypu, Ford otrzymał zamówienie na 1500 samochodów z płaską maską (Pygmy z pewnymi zmianami), oznaczonych Ford GP. Mimo to, kontrakt oficjalnie podpisano dopiero na początku 1941 roku.
W 1941 roku podpisano też kolejne kontrakty na produkcję Fordów GP: 966 dla USA, 33 dla Brazylii, 1150 dla Chin i 270 dla Wielkiej Brytanii. Ponadto wyprodukowano 50 samochodów dla USA wyposażonych we wszystkie koła kierowane. Łącznie więc kontrakty opiewały na 3969 sztuk Fordów GP, co czyniło go najliczniejszym z wczesnych, przedstandardowych jeepów (należały do nich ponadto podobne modele Willys MA i Bantam BRC-40). 
Oznaczenie GP stanowiło zbitkę liter G – "government" – rządowe zamówienie i P – kod Forda oznaczający 80-calowy rozstaw osi. Spotykane w publikacjach rozwinięcie tego jako skrót od "general purpose" – wielozadaniowy, a tym bardziej wywodzenie od fonetycznego zapisu GP (wym. "dżi-pi") pochodzenia nazwy "jeep", nie są na niczym oparte. Początkowo samochody Ford GP były natomiast także nazywane "Blitz Buggy".
Z uwagi na to, że zdolności Forda do masowej produkcji samochodów były znane, podczas gdy konkurencyjny Willys-Overland był niewielką firmą, QMC zamierzał początkowo umieścić u Forda następne zamówienie na 16.000 samochodów terenowych. Ostatecznie jednak armia amerykańska wybrała jako typowy samochód terenowy konstrukcję zakładów Willys-Overland, głównie z powodu lepszego silnika. Stała się ona następnie bazą do opracowania standardowego jeepa Willys MB. Jednakże, rozwiązanie płaskiej maski Forda z reflektorami pod maską, oraz umiejscowienie zbiornika paliwa pod siedzeniem, zostały zaadaptowane do standardowego modelu jeepa Willys MB. Główną różnicą wizualną Fordów GP w stosunku do późniejszych standardowych jeepów był niższy profil maski, dzięki niższemu silnikowi, oraz zaokrąglone w tylnej części błotniki przednie. Wczesne serie jeepów Willys MB miały podobną do Forda GP kratę osłaniającą chłodnicę spawaną z pionowych płaskowników, chociaż pozbawioną poziomej poprzeczki (później została ona zastąpiona atrapą tłoczoną z blachy). 
W miejsce modelu GP, od końca 1941 Ford rozpoczął wielkoseryjną produkcję standardowego jeepa Willys MB, oznaczonego jako Ford GPW (W od Willys). 

## Użycie
Ford GP wszedł początkowo przede wszystkim na wyposażenie sił zbrojnych USA. 33 samochody wyprodukowano na eksport dla Brazylii, 1150 dla Chin i 270 na zamówienie brytyjskie. Z chwilą uruchomienia masowej produkcji jeepów standardowego modelu, większość amerykańskich Fordów GP została jednak przekazana innym armiom alianckim, głównie do Wielkiej Brytanii i ZSRR. Do grudnia 1941 r. 700 Fordów GP dostarczono Holandii do Holenderskich Indii Wschodnich (KNIL), gdzie były używane głównie przez szwadrony kawalerii zmotoryzowanej. Zaaprobowano dostawę dalszych 300, lecz nie doszło do tego przed atakiem japońskim. Część samochodów holenderskich została następnie zdobyta przez Japonię. Według rosyjskich publikacji, do ZSRR dostarczono aż 3350 Fordów GP, co jest niespójne z dostępnymi danymi odnośnie do produkcji.
Niewielka liczba Fordów GP była używana w Polsce przez instytucje państwowe krótko po II wojnie światowej.